# Выборы в Нидерландах
Выборы в Нидерландах бывают пяти видов: европейские (выборы в Европарламент), национальные (выборы в Палату представителей и Сенат), провинциальные (выборы в штаты (законодательные собрания) 12 провинций), муниципальные (выборы в органы самоуправления 344 муниципалитетов), также проводятся выборы в 21 совет по водным ресурсам и выборы в органы самоуправления трёх особых общин Карибских Нидерландов. Все выборы являются прямыми, за исключением Сената. Помимо выборов, проводились также референдумы, но они были исключены из закона в 2018 году.
На национальном уровне законодательная власть принадлежит двухпалатному парламенту — Генеральным штатам (нидерл. Staten-Generaal). Сенат (Первая палата; нидерл. Eerste Kamer) состоит из 75 депутатов, избираемых на четырёхлетний срок советниками провинций, которые в свою очередь выбираются на провинциальных выборах напрямую на основе пропорционального представительства. Палата представителей (Вторая палата; нидерл. Tweede Kamer) состоит из 150 депутатов, избираемых на четырёхлетний срок по партийным спискам по пропорциональной системе. Порог составляет 1/150 от общего количества действительных голосов.
Нидерланды являются одной из немногих стран в Европе, где выборы глав регионов и муниципалитетов не проводятся. Вместо этого они назначаются Короной по рекомендации провинциальных штатов или городского совета соответственно.
В Нидерландах существует многопартийная система с многочисленными партиями, в которой обычно ни одна партия не получает абсолютного большинства голосов (за исключением некоторых очень маленьких муниципалитетов, таких как Тюбберген), поэтому партиям приходится формировать коалиционные правительства. Обычно в коалиции входят партии, поддержанные большинством избирателей, за тремя исключениями после Второй мировой войны: в 1971, 1977 и 1982 годах, когда Партия труда (PvdA) хотя и становилась крупнейшей партией по итогам выборов, но не принимала участия в коалиции.
Последними прямыми выборами были выборы в Палату представителей 22 ноября 2023 года, а последними непрямыми выборами были выборы в Сенат 30 мая 2023 года.

## История
Первые в истории Нидерландов прямые выборы во Вторую палату прошли в 1848 году сразу после конституционной реформы. До этого парламент избирался Провинциальными штатами, которые состояли из представителей рыцарства, городов и деревен. Избранные в 1848 году Генеральные штаты стали первыми перед которыми несли ответственность министры правительства. Голосовать могли только мужчины старше 23 лет, уплатившие определённую сумму налогов. Всего право голоса получили 55,7 тыс. человек, примерно 11 % мужского населения старше 23 лет, или 2,5 % от общей численности населения страны. Нидерланды были разделены на 68 избирательных округов, в Амстердаме было пять округов, в Роттердаме и Гааге — по два. Действовала система абсолютного большинства, согласно которой кандидат должен был получить абсолютное большинство голосов в первом туре, чтобы быть избранным; если ни один из кандидатов не набирал такого большинства, проводился второй тур между двумя кандидатами с самым высоким рейтингом. Поскольку до 1879 года не существовало официальных политических партий, все кандидаты были номинально независимыми. Основная борьба развернулась между «прагматичными либералами» (pragmatisch liberaal) и «торбекианскими/прогрессивными либералами» (thorbeckianen/vooruitstrevend liberaal). В итоге, прагматики получили 20 мандатов, а прогрессисты — 19.
Выборы 1850 года прошли по новому закону. Депутаты по прежнему избирались на четыре года, но каждые два года половина членов Второй палаты переизбиралась. Большинство из 68 одномандатных округов были упразднены или преобразованы в многомандатные округа. Всего в стране насчитывалось 38 округов: одиннадцать одномандатных, 26 — двухмандатных и Амстердамский многомандатный округ, в котором избирали пять членов парламента. Избиратели имели столько голосов, сколько было депутатов, избираемых от его округа. Чтобы быть избранным, кандидат должен был преодолеть избирательный порог своего округа. Порог в округе определялся по следующей формуле: 50 % от числа действительных поданных голосов, делённые на количество мест, доступных для выборов в округе. При необходимости проводился второй тур выборов между двумя кандидатами с самым высоким рейтингом (не избранными прямым голосованием) в первом туре. Прагматики и прогрессисты получили по 20 мандатов.
Выборы 1888 года состоялись после пересмотра конституции, осуществленного в 1887 году министром внутренних дел Яном Хемскерком, что оказало влияние на парламентскую систему. Во-первых, количество мест во Второй палате было увеличено до 100. Во-вторых, многомандатные избирательные округа, за исключением крупных городов (Амстердам, Роттердам, Гаага, Утрехт и Гронинген), были преобразованы в одномандатные, что позволило обеспечить лучшее представительство географически сконцентрированных политических меньшинств. В-третьих, отныне все члены Второй палаты избирались одновременно каждые четыре года. Наконец, пересмотр конституции значительно расширил избирательное право и позволил его постепенное расширение по закону.
Впервые в истории Нидерландов на выборах победили конфессиональные партии, что привело к созданию первого коалиционного правительства, объединившего протестантов-антиреволюционеров и католиков, тем самым ознаменовав начало периода, в котором к власти попеременно приходили светские либералы слева и конфессиональные партии справа. На этих выборах также был избран первый в истории Второй палаты социалист.
В 1896 году был пересмотрен Закон о выборах; в результате число избирателей, имеющих право голоса, удвоилось, а многомандатные округа были преобразованы в одномандатные.
В 1917 году были приняты поправки в Конституцию, которые изменили избирательное право: мажоритарная система была заменена пропорциональной системой; право голоса было предоставлено всем лицам мужского пола старше 23 лет; было введено частичное избирательное право для женщин, теперь они могли избираться, но по-прежнему не могли голосовать. В 1918 году в нидерландский парламент была избрана первая женщина. Право голосовать женщины получили в 1920 году и уже в 1922 году во Вторую палату были избраны уже семь женщин. Вместе со всеобщим избирательным правом было введено обязательное голосование, отменённое через полвека, в 1967 году. Кроме того, отныне к распределению оставшихся мест применялся пороговый уровень. Места получали только партии, набравшие 75 % избирательной квоты.
Досрочные выборы 1933 года проходили на фоне экономического кризиса с массовой безработицей, осложнившейся после прихода к власти в соседней Германии национал-социалистов международной ситуации и мятежа моряков-индонезийцев из экипажа броненосца «Зевен Провинсиен». В выборах приняли участие рекородное количество партий: 54. Среди них были и правые экстремисты, такие как Генеральная голландская фашистская лига, но они не получили мест. Впервые депутатом Второй палаты становится выходец из колоний неевропейского происхождения: коммунист Рустам Эффенди из Голландской Ост-Индии.
Выборы 1937 года проходили по изменённому Закону о выборах. Впервые для участия партиям пришлось внести залог. Таким образом, число участвующих партий резко сократилось до 20. Избирательный порог был увеличен с 75 % до 100 % избирательной квоты, также изменился способ распределения оставшихся мест. Отныне вместо системы наибольшего перевеса голосов предполагалась система распределения по наибольшим средним показателям. В этих выборах приняло участие Национал-социалистическое движение Мюссера, которое получило четыре места, набрав 4,22 % голосов, что было намного результата провинциальных выбров 1935 года (7,94 %).
В мае 1940 года Нидерланды были оккупированы III Рейхом. На территории страны был создан Рейхскомиссариат Нидерланды, отныне и до освобождения страной управляли люди, назначенные оккупантами, все партии, кроме нидерландского Национал-социалистического движения, были запрещены, выборы не проводились.
Нидерланды были освобождены силами антигитлеровской коалиции весной 1945 года. Власть перешла в руки временного кабинета Смермерхорна-Дреса и чрезвычайного парламента, в который вошли члены последнего предвоенного парламента, дополненные назначенными членами. Депутаты, которые сотрудничали с оккупантами, в чрезвычайный парламент допущены не были. Несмотя на призывы к скорейшему проведению новых выборов, они состоялись лишь в мае 1946 года.
В 1956 году в результате пересмотра конституции число членов Первой и Второй палат было увеличено с 50 до 75 и со 100 до 150 соответственно, снижен возрастной предел для избрания во Вторую палату и провинциальные штаты, а распределение мест в Первой палате между группами провинций было адаптировано с учетом изменений в распределении населения.
С 1946 и по 1971 год ведущими партиями в Нидерландах были правоцентристская христианско-демократическая Католическая народная (KVP) и левоцентристкая социал-демократическая Партия труда (PdA), которые побеждали на выборах (пять раз KVP и 4 раза PdA) и формировали правительство (5 премьеров из KVP и один из PdA), лишь в 1966 году кабинет ненадолго возглавил представитель второй правоцентристской христианско-демократической партии, протестантской Антиреволюционной (ARP). В 1970-х годах первое место на выборах во Вторую палату неизменно занимали социал-демократы из Партии труда, но прийти к власти в этот период они смогли лишь один раз, сформировав правительство в 1973 году. Тем временем, влияние KVP падало, в частности, из-за раскола, приведшему к образованию Политической партии радикалов, что привело к объединению трёх правоцентристских христианско-демократических партий, Католической народной, Антиреволюционной и Христианско-исторического союза, которые в 1974 году создали федерацию под названием Христианско-демократический призыв (CDA), позднее преобразованную в одноимённую партию.
В 1980-х—2000-х годах борьбу за власть вели христианские демократы из CDA и социал-демократы из PdA, поочерёдно побеждая на выборах (6 раз CDA и 3 раза PdA) и формируя правительство (9 раз CDA и 2 раза PdA). Но в уже в 2000-х годах политическая сцена Нидерландов начинает меняться. Начиная с выборов 2010 года христианские демократы ни разу не смогли подняться выше 3-го места и не сформировали ни одного кабинета, социал-демократы были успешнее, но и они ни разу с выборов 2002 года не побеждали, занимая в лучшем случае второе место и лишь дважды входили в правящую коалицию как младший партнёр. Ведущей силой страны становится праволиберальная Народная партия за свободу и демократию (VVD), которая 4 раза подряд, в 2010, 2012, 2017 и 2021 годах, занимала первое место на выборах и формируя правительство.
В XXI веке важную роль на выборах стали играть популисты, делающие ставку на евроскептицизм и критику мультикультурализма. В 2002 году огромного успеха добились популисты из Списка Пима Фортёйна. Партия, созданная всего за три месяца до выборов, смогла стать второй и по голосам избирателей и по парламентским мандатам, войдя в правящую коалицию. Впрочем, повторить свой успех они не смогли, зато в 2006 году появляется новая популистская партия, Партия свободы, которая с 2010 года ни разу не опускалась ниже третьего места, а в 2023 году стала крупнейшей партией Второй палаты. Кроме того, увеличилось количество малых партий и снизилось влияние больших. Если три на христианско-демократические партии, позднее объединившиеся в CDA, а также PvdA и VVD в 1950-е годы приходилось 90 % мест, в 2010 году эти партии получили только 55 % мандатов.
В 2006 году в Нидерландах пытались ввести электронное голосование. Во время муниципальных выборов по всей стране избиратели голосовали с помощью машин для голосования. Благодаря этому результаты выборов стали известны ещё до конца дня, всего через два часа после закрытия избирательных участков. Инициативная группа «Мы не доверяем машинам для голосования» не согласилась с таким развитием событий и посчитала, что конфиденциальность и устойчивость к мошенничеству не гарантируются при использовании компьютеров. Проведённая ими кампания привела к тому, что национальных выборах в ноябре того же года часть муниципалитетов решили вернуться к бумажным бюллетеням и красным карандашам. С тех пор большинство выборов проводились с использованием бумажных бюллетеней.

## Избиратели

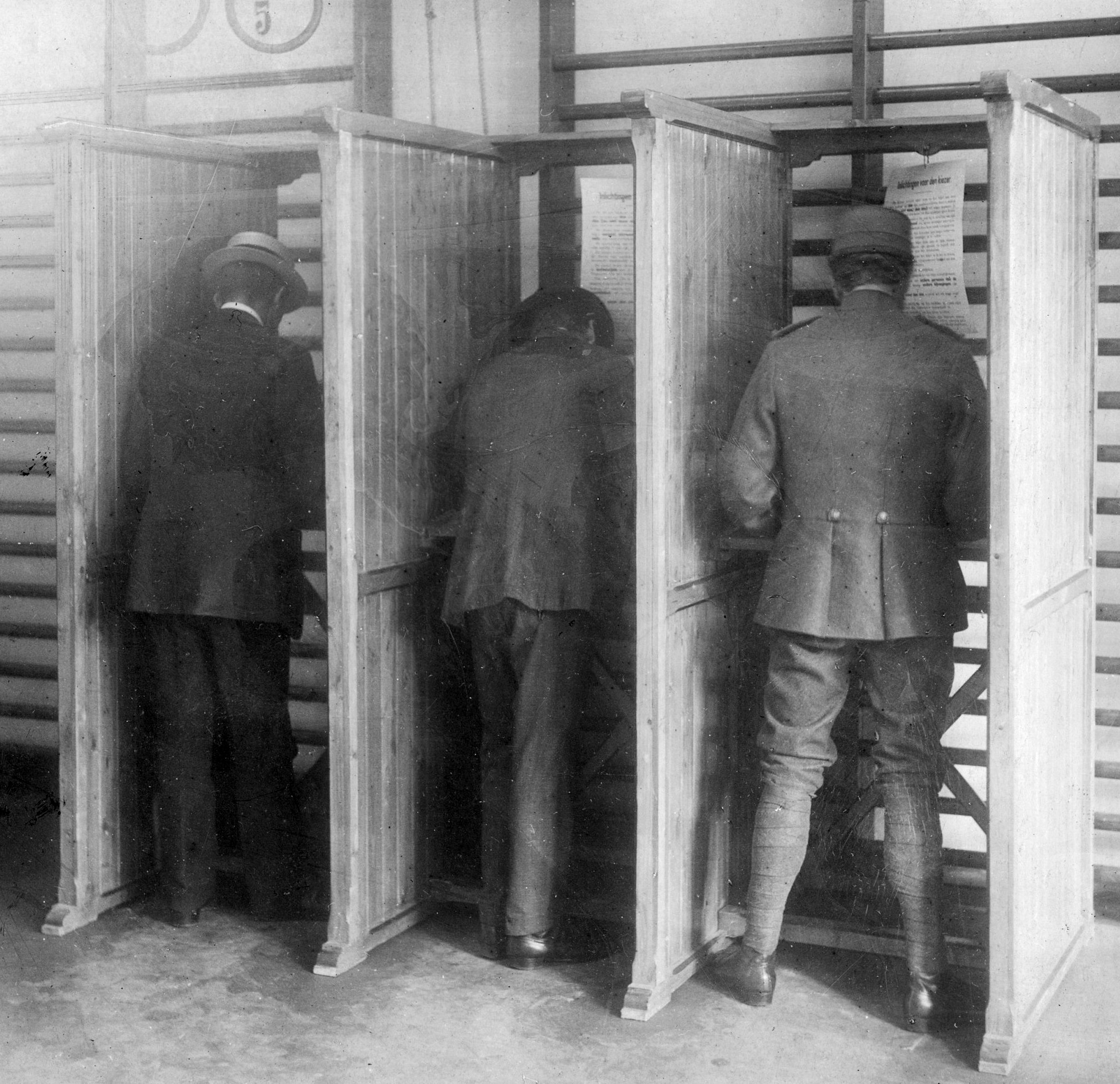
Голосование на выборах в 1918 году.

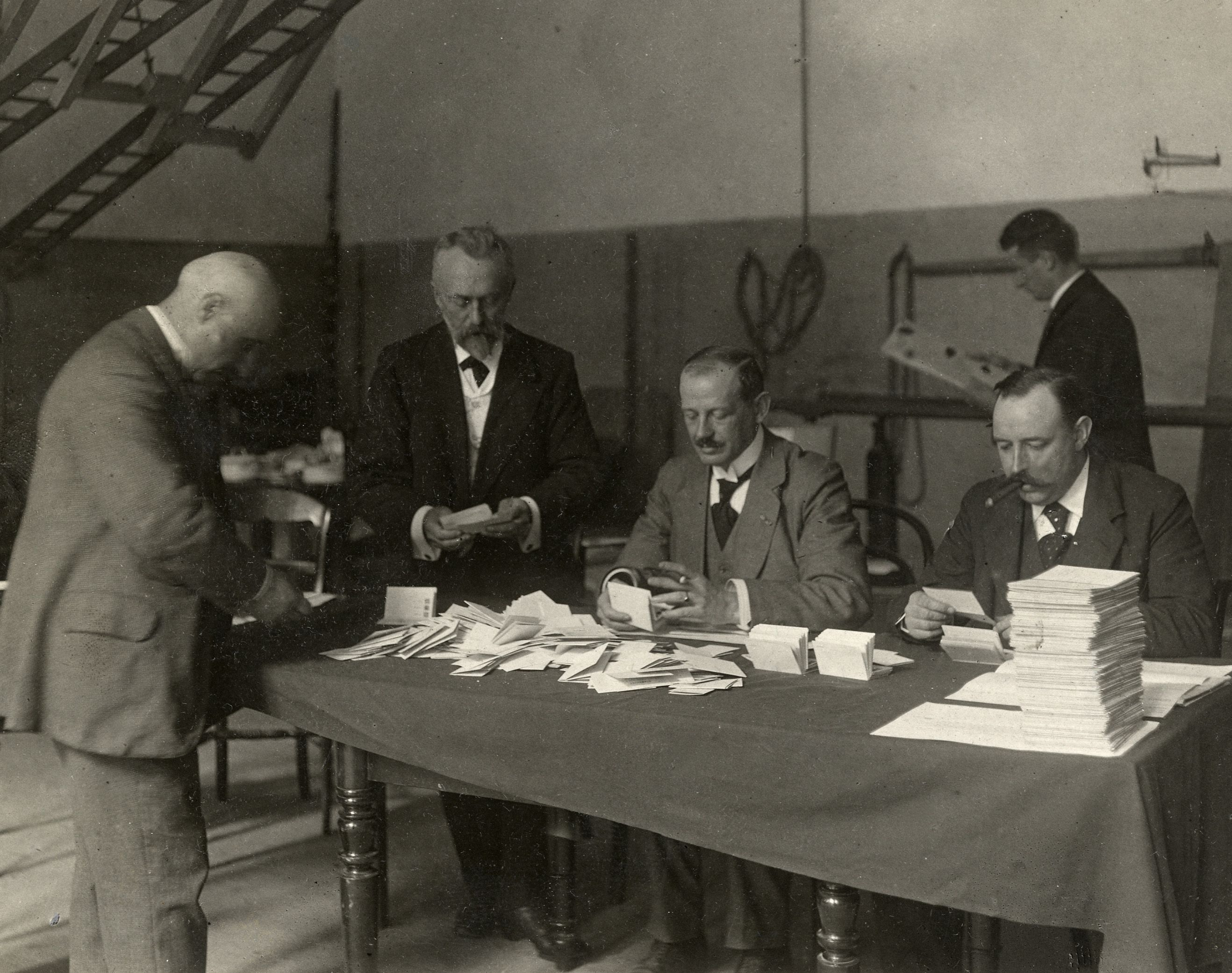
Подсчет голосов на выборах в 1913 году.

Каждый гражданин Нидерландов, достигший 18-летнего возраста, имеет право голосовать и право баллотироваться на выборах. Исключением являются муниципальные выборы, на которых могут избираться лица моложе 18 лет, хотя они не могут занять свои места до достижения 18-летия. Кроме того, для участия в муниципальных выборах не обязательно быть голландцем; жители, являющиеся гражданами стран-членов Евросоюза, также имеют право голосовать, как и граждане других стран, легально прожившие в Нидерландах в течение пяти лет. Лицо может быть лишено избирательных прав, если оно психически неспособно сделать обоснованный выбор или утратило право голоса по приговору суда. За две недели до выборов все избиратели получают карточку, подтверждающую их право голосовать, и эту карточку необходимо сдать на избирательном участке перед голосованием. Голосование не является обязательным. Обязательное голосование было введено вместе со всеобщим избирательным правом в 1917 году, но было отменено в 1967 году.
Для участия в выборах в Нидерландах нет необходимости специально регистрироваться в качестве избирателя: каждый постоянный житель страны должен зарегистрироваться в качестве избирателя в муниципалитете, в котором он проживает, и эти данные (которые включают его гражданство и дату рождения) является основой для составления списка избирателей.
Граждане Нидерландов, проживающие на Арубе, Кюрасао и Синт-Мартене, могут голосовать только в том случае, если проживают в Нидерландах не менее 10 лет или работают на государственной службе Нидерландов на одном из этих островов. Это также относится к их возможнымму партнёрам и детям. Если избиратель отвечает этим требованиям, он может зарегистрироваться в муниципалитете Гааги как «избиратель за рубежом». Гражданам Нидерландов, проживающим за границей (и отказавшимся от регистрации в качестве резидентов Нидерландов), разрешено голосовать на выборах в Палату представителей и в Европейский парламент, но не на муниципальных или провинциальных выборах. Для этого им необходимо зарегистрироваться в муниципалитете Гааги как «избиратель за рубежом».

## Избирательная система
Обычный срок полномочий Палаты представителей — четыре года. Выборы назначаются тогда, когда истекает срок полномочий Палаты представителей, правительство теряет доверие парламента, распускается правящая коалиция или когда не может быть сформирована новая правящая коалиция.

### Партии
Граждане Нидерландов, имеющие право голосовать, также имеют право создавать политические партии для участия в выборах в Палату представителей. Партии, желающие принять участие, должны зарегистрироваться за 43 дня до выборов, предоставив общенациональный список не более чем из 50 кандидатов (80, если партия уже имеет более 15 мест). Партии, которые не имеют мест в Палате представителей, должны также внести депозит (11 250 евро для всех округов вместе для выборов в ноябре 2006 года) и предоставить 30 подписей в свою поддержку от жителей каждого из 20 избирательных округов, в которых они хотят выставить своих кандидатов.
Списки кандидатов передаются избирателям как минимум за 14 дней до выборов. Каждый список кандидатов пронумерован, а лицо на первой позиции известно как «лидер списка» (lijsttrekker). Лидер списка обычно назначается партией для руководства избирательной кампанией и почти всегда является политическим лидером партии и кандидатом на пост премьер-министра. Партии могут принять решение конкурировать с различными списками кандидатов в каждом из 20 избирательных округов, но, поскольку места распределяются на национальном, а не на оркужном уровне, большинство партий имеют практически идентичные списки во всех округах с кандидатами, выдвигаемыми по всей стране. Только крупные партии обычно имеют региональных кандидатов в нижней части своих списков. С 1973 года и до отмены в июне 2017 года партии могли создавать «объединённый список» (lijstverbinding / lijstencombinatie), чтобы увеличить шанс выиграть оставшиеся при распределении места.

### Распределение мест
Во время национальных выборов 2021 года в Нидерландах насчитывалось 13 293 186 избирателей, из которых проголосовали 78,7 %, в результате чего было получено 10 462 677 голосов (из которых действительных было 10 422 852 голоса. При 150 мандатах это означает квоту в 69 485 голосов на одно место. Поскольку избирательный порог равен квоте, то именно такое количество голосов необходимо для получения одного места в Палате представителей.
Однако способ распределения остаточных мест с использованием метода Д’Ондта, означает, что более мелкие партии вряд ли получат остаточное место, в то время как более крупные партии имеют больше шансов получить его и могут даже получить больше, чем одно. Во-первых, количество мест всегда округляется в меньшую сторону, то есть всегда есть остатки мест, и партии, не достигшие квоты, не получают мест (они не участвуют в следующем расчёте). Далее количество голосов делится на назначенные места плюс один. Партия, набравшая наибольшее число голосов, получает одно дополнительное место. Далее процесс повторяется, и партия, получившая дополнительное место, снова участвует, хотя и с номером на один выше, поскольку она получила дополнительное место (расчёт остаётся таким же для других партий, не получивших дополнительного места). Но позже эта партия может получить ещё одно дополнительное место. А поскольку в Палате представителей много партий, это вполне вероятно.
Например, на выборах 2003 года каждая из трёх крупнейших партий получила по два из шести оставшихся мест, даже Народная партия за свободу и демократию (150*0,179=26,85, но они получили 28 мест, что составляет 18,7 % мест вместо 17,9 %).), тогда как Социалистическая партия не получила ни одного (150*0,063=9,45, но они получили только 9 мест, что составляет 6 % мест вместо 6,3 %).
Когда крупнейшая партия набирает более 35 % голосов и значительно превосходит следующую по величине партию, эта партия может даже получить целых 3 или даже 4 оставшихся места. Однако, процент голосов за крупнейшую партию обычно около 30 % и редко превышает этот показатель. Самый крупный результат за всю историю был достигнут на выборах 1989 года, когда Христианско-демократический призыв получил 35,3 % голосов. Однако даже тогда христианские демократы получили лишь два оставшихся места, поскольку следующая по величине партия, Партия труда, набрала 31,9 % голосов. Самая большая разница между первой и второй партией была зафиксирована на выборах 2002 года, самых драматичных выборах в истории Нидерландов, когда Партия труда потеряла много голосов из-за списка Пима Фортёйна, который с 17,0 % голосов стал вторым после христианских демократов. Однако на тех выборах христианские демократы получили только 27,9 % голосов, и поэтому им было выделено только два оставшихся места.
Исторически сложилось так, что партии имели возможность сформировать избирательные альянсы (lijstverbinding), и в этом случае они участвовали бы в вышеупомянутых расчётах как одна партия и, следовательно, увеличивали свои шансы на получение оставшихся мест. Однако распределение этих мест между партиями в рамках альянса осуществлялось с использованием метода наибольшего остатка, который более благоприятен для меньших партий, чем для более крупных, если существует значительная разница в размерах. Но общее преимущество было наибольшим для небольших партий сопоставимого размера. Возможность создания избирательных альянсов была отменена в 2017 году.

## Голосование

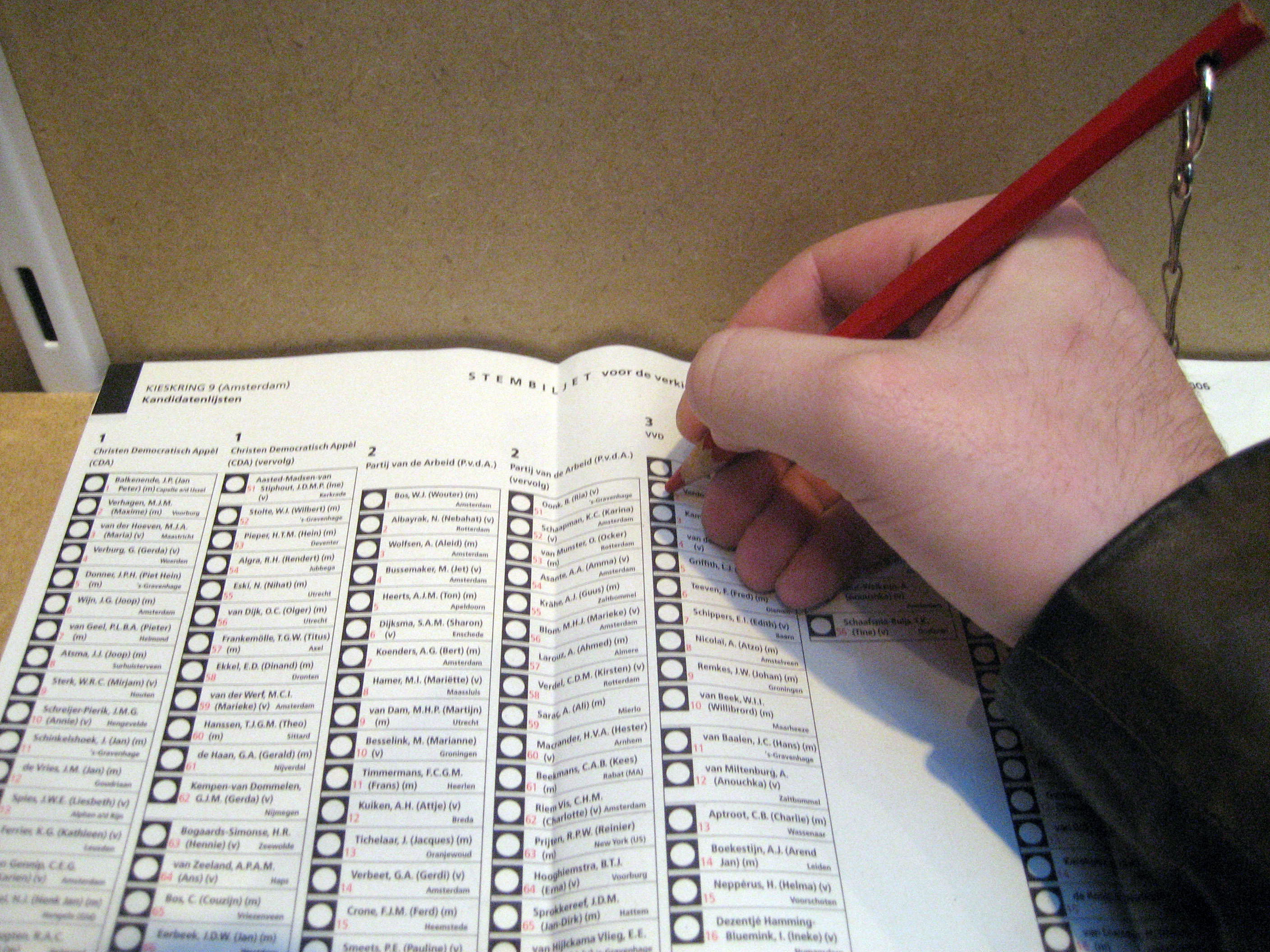
Голосование «бумагой и красным карандашом»: избиратель закрашивает поле перед именем предпочитаемого кандидата.

На всех выборах голосование организуется на базе муниципалитетов. Избирательные участки обычно размещаются в общественных зданиях, таких как церкви, школы, а в последнее время и на железнодорожных вокзалах. Существует две разные системы: с использованием карты призыва к голосованию (oproepkaart) или пропуска для голосования (stempas). С помощью oproepkaart избиратели могут проголосовать только на ближайшем избирательном участке, а в случае утери — удостоверения личности. С помощью stempas можно проголосовать на любом участке своего муниципалитета. Если карта утеряна, можно запросить замену, но только за несколько дней до выборов. Имея stempas, которые бывают разного типа, также можно проголосовать в другом муниципалитете.
На избирательном участке один из трёх дежурных проверяет oproepkaart/stempas, аннулирует их, выдает избирателю избирательные бюллетени и направляет его в кабину для голосования.
Граждане Нидерландов, проживающие за рубежом, могут проголосовать по почте, зарегистрировавшись заранее. Результаты подсчитываются муниципалитетом Гааги и включаются в его собственные результаты. В 2006 году можно было голосовать через Интернет с помощью системы Rijnland Internet Election System, но в 2008 году проблемы безопасности привели к принятию закона, запрещающего Интернет-голосование.
Голосование осуществляется одним из двух способов: вручную красным карандашом в бумажном бюллетене или электронным способом, с использованием машины для голосования. В 2005 году почти все муниципалитеты планировали отказаться от голосования «бумагой и красным карандашом». Однако были высказаны серьёзные сомнения по поводу неприкосновенности используемых компьютеров от потенциальной фальсификации результатов голосования и электронного подслушивания. Это привело к массовому использованию иностранных машин для голосования и возобновлению использования красных карандашей в некоторых муниципалитетах в 2006 году, иногда с использованием переоборудованных контейнеров для сбора медицинских отходов в качестве урн для голосования.
Избирательные участки закрываются в 21:00 и голоса немедленно подсчитываются. На национальных выборах первые результаты обычно появляются в течение первых пяти минут после закрытия избирательных участков (в муниципалитетах с наименьшим количеством жителей — Схирмонниког и Ренсвауде). Окончательные результаты обычно становятся известны около полуночи и полуофициально объявляются на следующее утро, после чего распределяются 150 мест. Однако пересчёт голосов в последующие дни иногда приводит к незначительным изменениям в распределении мест.

## Список выборов во Вторую палату

### 1848—1917
Ниже приведена таблица с результатами выборов во Вторую палату Нидерландов с момента введения прямых выборов (1848) и до введения всеобщего избирательного права (1917).
| Выборы | Дата         | Явка   | Победившая партия | Мест      | Премьер-министр                   | Коалиция                                            | Монарх (срок)            |
| ------ | ------------ | ------ | ----------------- | --------- | --------------------------------- | --------------------------------------------------- | ------------------------ |
| 1848   | 30 ноября    | 80,4 % | Либералы          | 39 из 68  | Йохан Рудольф Торбеке             | Либералы-прагматики (20), либералы-торбекианцы (19) | Виллем II (1840—1849)    |
| 1850   | 27 августа   | 67,6 % | Либералы          | 36 из 68  | Йохан Рудольф Торбеке             | Либералы (20), либералы-торбекианцы (20)            | Виллем III (1849—1890)   |
| 1853   | 17 мая       | 94,4 % | Консерваторы      | 36 из 68  | Флорис Адриан ван Халл            | Консерваторы                                        | Виллем III (1849—1890)   |
| 1860   | 12 и 26 июня | 41,4 % | Либералы          | 40 из 72  | Якоб ван Зёйлен ван Нейевелт      | Консерваторы                                        | Виллем III (1849—1890)   |
| 1866   | 30 октября   | 73,9 % | Либералы          | 36 из 75  | Юлиус ван Зёйлен ван Нейевелт     | Консерваторы                                        | Виллем III (1849—1890)   |
| 1868   | 22 января    | 65,5 % | Либералы          | 40 из 75  | Питер Филип ван Боссе             | Либералы (22), либералы-торбекианцы (18)            | Виллем III (1849—1890)   |
| 1871   | 13 июня      | 60,2 % | Либералы          | 43 из 75  | Йохан Рудольф Торбеке             |                                                     | Виллем III (1849—1890)   |
| 1877   | 12 июня      | 56,6 % | Либералы          | 45 из 75  | Йоханнес Каппейне ван де Коппелло | Либералы                                            | Виллем III (1849—1890)   |
| 1884   | 28 октября   | 69,1 % | Либералы          | 37 из 86  | Ян Хемскерк Абрахамсон            | Консерваторы                                        | Виллем III (1849—1890)   |
| 1886   | 15 июня      | 75,6 % | Либералы          | 47 из 86  | Ян Хемскерк Абрахамсон            | Консерваторы                                        | Виллем III (1849—1890)   |
| 1887   | 1 сентября   | 55,1 % | Либералы          | 47 из 86  | Ян Хемскерк Абрахамсон            | Консерваторы                                        | Виллем III (1849—1890)   |
| 1888   | 6 марта      | 81,7 % | Антиреволюционеры | 27 из 100 | Энеас Маккай                      | Конфессиональные партии                             | Виллем III (1849—1890)   |
| 1891   | 9 июня       | 71,6 % | Либералы          | 53 из 100 | Гейсберт ван Тинховен             | Либералы                                            | Вильгельмина (1890—1948) |
| 1894   | 10 апреля    | 57,2 % | Либералы          | 57 из 100 | Йоан Рёэлл                        | LU (38), VL (19)                                    | Вильгельмина (1890—1948) |
| 1897   | 15 июня      | 72,4 % | Либералы          | 49 из 100 | Николас Герард Пирсон             | LU (36), VL (13)                                    | Вильгельмина (1890—1948) |
| 1901   | 14 июня      | 65,1 % | Католики          | 25 из 100 | Абрахам Кёйпер                    | KK (25), ARP (23)                                   | Вильгельмина (1890—1948) |
| 1905   | 16 июня      | 78,8 % | Либералы          | 34 из 100 | Теодор де Местер                  | LU (24), VDB (11), VL (10), SDAP (6)                | Вильгельмина (1890—1948) |
| 1909   | 11 июня      | 71,7 % | Католики          | 25 из 100 | Теодорюс Хемскерк                 | ABRK (25), ARP (23), CHU (12)                       | Вильгельмина (1890—1948) |
| 1913   | 17 июня      | 81,2 % | Либералы          | 28 из 100 | Питер Корт ван дер Линден         | LU (21), VDB (7), VL (10), SDAP (16), CHU (9)       | Вильгельмина (1890—1948) |
| 1917   | 15 июня      | 21,4 % | Католики          | 25 из 100 | Питер Корт ван дер Линден         | LU (21), VDB (7), VL (10), SDAP (16), CHU (9)       | Вильгельмина (1890—1948) |

1. ↑  Поскольку до 1879 года не существовало официальных политических партий, все кандидаты были номинально независимыми.
2. ↑  Глава правительства после выборов.
3. ↑  Консерваторы — 26 мест, консервативные либералы — 4 места, консерваторы-католики и консерваторы-протестанты — по 3 места.
4. ↑  У власти остался действующий консервативный кабинет Якоба ван Зёйлен ван Нейевелта.
5. ↑  Либералы — 20 мест, либералы-торбекианцы — 16 мест.
6. ↑  У власти остался действующий консервативный кабинет Юлиуса ван Зёйлен ван Нейевелта[англ.].
7. 1 2 3  Консервативно-либеральный кабинет Хемскерка смог остаться у власти
8. ↑  Хотя либералы стали крупнейшей партией Второй палаты (45), но большинство получили конфессиональные партии, которые и сформировали кабинет (4 антиреволюционера, 2 католика и 2 консерватора).
9. ↑  Большинство во Второй палате получили KK (25 мест) и ARP (23 места), которых поддержали мелкие партии и независимый депутат.
10. ↑  Поскольку конфликта между кабинетом министров и Второй палатой не было, у власти остался действующий либеральный кабинет.

### 1918—1937
Ниже приведена таблица с результатами выборов во Вторую палату Нидерландов с момента введения всеобщего избирательного права (1918) и до оккупации Нидерландов нацистской Германией (1937).
| Выборы | Дата      | Явка   | Победившая партия | Голоса    | Мест      | Премьер-министр         | Коалиция                                       | Монарх (срок)            |
| ------ | --------- | ------ | ----------------- | --------- | --------- | ----------------------- | ---------------------------------------------- | ------------------------ |
| 1918   | 3 июля    | 88,4 % | Католики          | 402 962   | 30 из 100 | Шарль Рёйс де Беренбрук | ABRK (30), ARP (13), CHU (7), CDP (1), CSP (1) | Вильгельмина (1890—1948) |
| 1922   | 5 июля    | 91,5 % | Католики          | 874 745   | 32 из 100 | Шарль Рёйс де Беренбрук | ABRK (32), ARP (16), CHU (11)                  | Вильгельмина (1890—1948) |
| 1925   | 14 июня   | 91,4 % | Католики          | 883 333   | 30 из 100 | Хендрик Колейн          | ABRK (30), ARP (13), CHU (11)                  | Вильгельмина (1890—1948) |
| 1929   | 3 июля    | 89,6 % | Католики          | 931 832   | 30 из 100 | Дирк Ян де Гер          | ABRK (30), ARP (12), CHU (11)                  | Вильгельмина (1890—1948) |
| 1933   | 26 апреля | 94,2 % | Католики          | 1 037 355 | 28 из 100 | Хендрик Колейн          | ABRK (28), ARP (14), CHU (10)                  | Вильгельмина (1890—1948) |
| 1937   | 26 мая    | 94,4 % | Католики          | 1 170 431 | 31 из 100 | Хендрик Колейн          | ABRK (31), ARP (17), CHU (8)                   | Вильгельмина (1890—1948) |

1. ↑  Глава правительства после выборов.

### 1946—по наст. время
Ниже приведена таблица с результатами выборов во Вторую палату Нидерландов с момента освобождения Нидерландов (1946) и по настоящее время.
| Выборы | Дата        | Явка   | Победившая партия                       | Голосов   | Мест      | Премьер-министр | Премьер-министр     | Коалиция                                       | Монарх (срок)                   |
| ------ | ----------- | ------ | --------------------------------------- | --------- | --------- | --------------- | ------------------- | ---------------------------------------------- | ------------------------------- |
| 1946   | 17 мая      | 93,1 % | Католическая народная партия            | 1 466 582 | 32 из 100 |                 | Луи Бел             | KVP (32), PdA (29)                             | Вильгельмина (1890—1948)        |
| 1948   | 7 июля      | 93,4 % | Католическая народная партия            | 1 531 154 | 32 из 100 |                 | Виллем Дрес         | KVP (32), PdA (29), CHU (9), VVD (8)           | Юлиана (1948—1980)              |
| 1952   | 17 мая      | 95,0 % | Партия труда                            | 1 545 867 | 30 из 100 |                 | Виллем Дрес         | PdA (30), KVP (30), ARP (12), CHU (9).         | Юлиана (1948—1980)              |
| 1956   | 13 июня     | 95,5 % | Партия труда                            | 1 872 209 | 34 из 100 |                 | Виллем Дрес         | PdA (34), KVP (33), ARP (10), CHU (8)          | Юлиана (1948—1980)              |
| 1959   | 12 марта    | 95,6 % | Католическая народная партия            | 1 895 914 | 59 из 150 |                 | Ян де Квай          | KVP (49), VVD (19), ARP (14)                   | Юлиана (1948—1980)              |
| 1963   | 15 мая      | 95,1 % | Католическая народная партия            | 1 995 348 | 50 из 150 |                 | Виктор Марейнен     | KVP (50 места), VVD (16), CHU (13), ARP (13)   | Юлиана (1948—1980)              |
| 1967   | 13 июня     | 95,0 % | Католическая народная партия            | 1 822 894 | 42 из 150 |                 | Пит де Йонг         | KVP (42), VVD (17), ARP (15), CHU (12).        | Юлиана (1948—1980)              |
| 1971   | 12 июня     | 79,1 % | Партия труда                            | 1 554 280 | 39 из 150 |                 | Баренд Бисхёвел     | KVP (35), VVD (16), ARP (13), CHU (10)         | Юлиана (1948—1980)              |
| 1972   | 29 ноября   | 83,5 % | Партия труда                            | 2 021 454 | 43 из 150 |                 | Йоп ден Ойл         | PdA (43), KVP (27), ARP (14), PPR (7), D66 (6) | Юлиана (1948—1980)              |
| 1977   | 25 мая      | 88,0 % | Партия труда                            | 2 813 793 | 53 из 150 |                 | Дрис ван Агт        | CDA (49), VVD (28)                             | Юлиана (1948—1980)              |
| 1981   | 26 мая      | 87,0 % | Христианско-демократический призыв      | 2 677 259 | 48 из 150 |                 | Дрис ван Агт        | CDA (48), PdA (44), D66 (17)                   | Беатрикс (1980—2013)            |
| 1982   | 8 сентября  | 81,0 % | Партия труда                            | 2 503 517 | 47 из 150 |                 | Рууд Любберс        | CDA (45), VVD (36)                             | Беатрикс (1980—2013)            |
| 1986   | 21 мая      | 85,8 % | Христианско-демократический призыв      | 3 172 918 | 54 из 150 |                 | Рууд Любберс        | CDA (54), VVD (27)                             | Беатрикс (1980—2013)            |
| 1989   | 6 сентября  | 80,0 % | Христианско-демократический призыв      | 3 140 502 | 54 из 150 |                 | Рууд Любберс        | CDA (54), PdA (49)                             | Беатрикс (1980—2013)            |
| 1994   | 3 мая       | 78,8 % | Партия труда                            | 2 153 135 | 37 из 150 |                 | Виллем Кок          | PdA (37), VVD (31), D66 (12)                   | Беатрикс (1980—2013)            |
| 1998   | 6 мая       | 73,3 % | Партия труда                            | 2 494 555 | 45 из 150 |                 | Виллем Кок          | PdA (45), VVD (38), D66 (14)                   | Беатрикс (1980—2013)            |
| 2002   | 15 мая      | 79,1 % | Христианско-демократический призыв      | 2 653 723 | 43 из 150 |                 | Ян Петер Балкененде | CDA (46 мест), LPF (26), VVD (24)              | Беатрикс (1980—2013)            |
| 2003   | 22 января   | 80,0 % | Христианско-демократический призыв      | 2 763 480 | 44 из 150 |                 | Ян Петер Балкененде | CDA (44), VVD (28), D66 (6)                    | Беатрикс (1980—2013)            |
| 2006   | 22 ноября   | 80,3 % | Христианско-демократический призыв      | 2 608 573 | 41 из 150 |                 | Ян Петер Балкененде | CDA (41), VVD (22), CU (6)                     | Беатрикс (1980—2013)            |
| 2010   | 9 июня      | 75,4 % | Народная партия за свободу и демократию | 1 929 575 | 31 из 150 |                 | Марк Рютте          | VVD (31), CDA (21)                             | Беатрикс (1980—2013)            |
| 2012   | 12 сентября | 74,6 % | Народная партия за свободу и демократию | 2 504 948 | 41 из 150 |                 | Марк Рютте          | VVD (41), PdA (38)                             | Беатрикс (1980—2013)            |
| 2017   | 15 марта    | 81,6 % | Народная партия за свободу и демократию | 2 238 351 | 33 из 150 |                 | Марк Рютте          | VVD (33), CDA (19), D66 (19), CU (5)           | Виллем-Александр (2013—по н.в.) |
| 2021   | 17 марта    | 78,7 % | Народная партия за свободу и демократию | 2 279 130 | 34 из 150 |                 | Марк Рютте          | VVD (34), D66 (24), CDA (15), CU (5)           | Виллем-Александр (2013—по н.в.) |
| 2023   | 22 ноября   | 77,8 % | Партия свободы                          | 2 450 878 | 37 из 150 |                 | Дик Схоф            | PVV (37), VVD (24), NSC (20) и BBB (7)         | Виллем-Александр (2013—по н.в.) |

1. ↑  Глава правительства после выборов.
2. ↑  Хотя PdA по итогам выборов стала крупнейшей партий Второй палаты (39 мест), но большинство получили правоцентристские партии (74 места), которые и сформировали кабинет.
3. ↑  Хотя PdA по итогам выборов стала крупнейшей партий Второй палаты (53 места), но большинство получили правоцентристские партии (77 мест), которые и сформировали кабинет.
4. ↑  Хотя PdA по итогам выборов стала крупнейшей партий Второй палаты (47 мест), но большинство получили правоцентристские партии (81 место), которые и сформировали кабинет.
5. ↑  По итогам выборов и длительных переговоров было сформировано правительство меньшинства, VVD (31) и CDA (21), которое получило поддержку со стороны PVV (24).

## Другие выборы

### Советы по водным ресурсам
Выборы в советы по водным ресурсам имеют некоторое сходство с выборами, упомянутыми выше. Как и в муниципальных выборах, в них участвуют национальные и местные партии, и используется система партийных списков с пропорциональным представительством. Голосуют лично жители старше 18 лет, проживающие на территории данного совета в день выдвижения и не лишённые права голоса.
В отличие от других выборов, не все члены советов по водным ресурсам избираются жителями территории данного совета. Члены каждого совета делятся на четыре категории: жители, представители сельского хозяйства, природы и коммерции. Только члены из категории жителей избираются прямыми выборами, члены других категорий назначаются представляющими организации, например, членов коммерческой категории назначают торговые палаты. С 2015 года выборы в советы по водным ресурсам проводятся каждые четыре года, в тот же день, что и провинциальные выборы. До 2015 года голосование проводилось по почте в течение примерно двух недель.

### Островные советы
Выборы в советы островов особых общин Бонайре, Синт-Эстатиуса и Сабы впервые состоялись в 2015 году и проводятся в тот же день, что и провинциальные выборы.

## Референдумы
С момента вступления в силу Закона о консультативном референдуме (нидерл. Wet raadgevend referendum) 1 июля 2015 года и до его отмены 18 февраля 2018 года по просьбе 300 000 человек большинство законов могло быть выставлены для одобрения на консультативный референдум.
До этого в Нидерландах не существовало постоянного положения о референдуме. Однако с 2002 по 2005 год действовал Закон о временном референдуме, который позволял организовывать необязательные референдумы, известные на голландском языке как Volksraadpleging («Народные консультации») по законам, уже одобренным Палатой представителей. На основании этого закона референдум не проводился.
Для проведения референдума 2005 года по Конституции Евросоюза пришлось временно принят специальный закон. Этот референдум стал первым национальным референдумом в Нидерландах после референдума 1805 года в Батавской республике и стал результатом предложения парламентариев Фарах Карими (Зелёные левые), Ниско Дуббельбура (Партия труда) и Бориса ван дер Хама (Демократы 66).